# Eurysternus hypocrita
Eurysternus hypocrita là một loài bọ cánh cứng trong họ Bọ hung (Scarabaeidae).